# Pepe Domingo Castaño
José Domingo Castaño Solar (Lestrove, La Coruña, 8 de octubre de 1942-Madrid, 17 de septiembre de 2023), conocido en los medios de comunicación como Pepe Domingo Castaño, fue un presentador de radio y televisión, cantante y escritor español.
Trabajó como presentador y animador del programa Tiempo de juego de la COPE y en Carrusel Deportivo donde permaneció 22 años. También dirigió El gran musical de la Cadena SER y el programa de televisión 300 millones, emitido por TVE.
Obtuvo cuatro Premios Ondas en reconocimiento a su carrera y su aportación al mundo de la comunicación; el «Premio Nacional a las Artes y las Ciencias aplicadas al deporte» de 2011; y el «Premio Joaquín Prat de Radio» otorgado por la Academia de las Artes y las Ciencias Radiofónicas de España.

## Biografía
Hijo de Antonio Castaño Otero y Rosa Solar Boga, nació en Lestrove (La Coruña) y era el segundo de doce hermanos —Antonio, Chicha, Carlos, Susé, Fernando, Pilita, Gonzalo, Matías, Guapecha, Gabriel y Teresa María—. Siendo pequeño se trasladó a Padrón (La Coruña), donde vivió su infancia y parte de su juventud. Fue monaguillo y entre los diez y dieciséis años estudió bachillerato con los frailes. Estuvo en un colegio de dominicos en cuyo coro fue solista. En el Monasterio San Juan Bautista de Corias (Asturias) estuvo cinco años; en la Basílica de la Virgen del Camino (León) un año, y posteriormente, unos meses en el Convento de San Pablo de Palencia.
Tras dejar la orden, cursó estudios de Magisterio y entró a trabajar como contable en una empresa de curtidos de Padrón donde permaneció cinco años, ciudad que tiempo después le nombraría «hijo adoptivo». Al mismo tiempo, daba clases de refuerzo de clases de latín para ganarse un sueldo extra. Después, a través de un anuncio del periódico, entró a trabajar en Radio Galicia - Cadena SER en 1964, donde permaneció dos años, hasta que se marchó a Madrid en diciembre de 1966 para ganarse la vida como artista.
Sus primeros años en Madrid fueron complicados, pasando por problemas financieros, trabajó vendiendo libros, haciendo imitaciones de políticos de la época, en bares y discotecas de moda (J.J., etc.) y colaboraba como locutor-lector de la ONCE, grabando versiones en audio. 
Su trabajo radiofónico llamó la atención de la Red de Emisoras del Movimiento, que le contrató para trabajar en la principal emisora del grupo, La Voz de Madrid (1967) y en Radio Juventud. Allí desarrolló su primer programa musical, conocido como Club musical. Después fichó por Radio Centro (1968), cadena en la que permaneció cinco años y donde consiguió hacerse popular a nivel nacional gracias a Tabla redonda del disco y sobre todo a Discoparada. A su vez, comenzó su carrera musical en grupos como Los Ibéricos y los Blue Sky, para después cantar en solitario.
En 1968 fue contratado por Televisión Española para presentar Biblioteca joven. Allí conoció a la también presentadora María Luisa Seco, con quien estuvo casado desde el 6 de septiembre de 1969 hasta que se separaron en 1972, aunque no se divorciaron hasta 1981, cuando entró en vigor la ley de divorcio. Cuando el espacio fue retirado, continuó en nómina presentando programas juveniles como A todo ritmo (1971), Voces a 45 (1975) o La casa del reloj, con los que se consagró como presentador de programas musicales.
La Cadena SER volvió a contratarle en 1973, en esta ocasión para toda la red nacional, como presentador de programas juveniles y musicales como Viva la radio, Voces a 45, Sintonía sobre ruedas, Diario musical SER y Temas del día. Sin embargo, su trabajo más reconocido hasta la fecha fue como presentador de El gran musical durante cinco años junto con Joaquín Luqui, que le valió su primer Premio Ondas en 1975. En 1974 comentó el Festival de la Canción de Eurovisión para la SER junto con Mariano de la Banda Su carrera como cantante solista también despegó gracias a sus actuaciones en España e Hispanoamérica. El 15 de febrero de 1975 fue número 1 del programa Los 40 Principales con «Neniña (viste pantalón vaquero)», y en 1979 fue Disco de Oro en México con Motivos,con la que vendió más de dos millones de discos y fue popularizada en varios países de Hispanoamérica y en Estados Unidos, donde aún se sigue oyendo y de la que se han hecho más de treinta versiones. Otros de sus temas son Terciopelo y fuego, Mi pueblo, Te vas, Porque te quiero tanto, Mujercita de ojos claros, Compañera soledad, Mentirosa o Brindo con mis canciones, además de un LP de Poemas de amor, dedicado al autor cubano José Ángel Buesa, que fue un éxito, agotando todas las existencias del mercado al poco tiempo de aparecer a la venta.
Después, presentó en TVE el programa 300 millones desde 1979 hasta 1982, programa con el cual recorrió España y América. Tras su despido de este programa, Domingo llevó a juicio a RTVE y consiguió una indemnización de siete millones de pesetas. Con este programa dejó apartado este medio hasta un breve regreso en septiembre de 1995 con el programa Número 1 (Telecinco). José Domingo continuó en la Cadena SER con distintos programas como Madrid, ahora mismo, Onda Media aquí la SER, Mediodía SER, Domingo Pepe Domingo, Los tíos del Domingo, SER-vicio de verano y Hoy por hoy Madrid durante los años noventa, así como la retransmisión de acontecimientos deportivos como la Vuelta a España y el Tour de Francia. 
En 1985 contrajo segundas nupcias con la exmodelo María Teresa Vega en las Bahamas, a la cual conoció el 23 de febrero de 1976 y con la que tuvo dos hijos, Hugo (La Coruña, 1971), hijo del primer matrimonio de Teresa, al cual Pepe dio sus apellidos que es piloto y Óscar (La Coruña, 3 de agosto de 1978), realizador de televisión. Tenía dos nietos, María y Alfonso. Y era tío de los actores Cristina Castaño y Nacho Castaño.
En 1988 llegó a Carrusel deportivo que presentó primero con Antonio Martín Valbuena y durante 18 años con Paco González, donde comentó la actualidad deportiva y cantó las cuñas publicitarias del programa. También colaboró con El larguero hasta inicios de 2006 y con la revista ¡Hola! En julio de 2010, tras terminar la Copa Mundial de Fútbol de 2010, abandonó Carrusel deportivo tras 22 años y la SER tras 37 años, en desacuerdo con el despido de Paco González, a quien acompañó cuando fue contratado por la COPE ese mismo año.
En 2006 publicó Carrusel deportivo: Diario de un año, un libro que habla de los mejores momentos del programa deportivo. En 1978 publicó su primer libro de poemas, Andadura y en 2008 publicó su segundo libro de poemas Debajo de la parra.
Prestó su voz junto con Javier Lalaguna para los juegos de EA Sports 2006 FIFA World Cup, UEFA Champions League 06/07, EURO 2008 y 2010 FIFA World Cup.
El 14 de mayo de 2020 explicó que había superado la COVID-19.
En 2022 publicó su libro Hasta que se me acaben las palabras…
Falleció en el Hospital Universitario La Zarzuela de Madrid la madrugada del 17 de septiembre de 2023, a los 80 años, víctima de una septicemia producida por complicaciones tras una infección de garganta.

## Premios y condecoraciones
- Premio a la Popularidad del Diario Pueblo (1971).[24]
- Guaca y Puro de Oro de Venezuela.
- Disco de Oro de México (1975).
- Canción Motivo.[7]
- Premio de la Cámara de Comercio.
- Cuatro Premios Ondas de Prisa (1975, 1996, 2002 y 2005).
- Dos Antena de Oro de la Federación de Asociaciones de Radio y Televisión de España (1989 y 2010).
- Premios Micrófono de Oro de la Federación de Asociaciones de Radio y Televisión de España (2005).[25]
- Premio Joaquín Prat de la Academia de la Radio (2014).[26]
- Premio de las Artes y las Ciencias Aplicadas al Deporte de los Premios Nacionales del Deporte (2012).[27]
- Premio Emilio Castelar (2013).[28]
- Premio Diego Bernal de la Asociación de Periodistas de Galicia (2011).[29]
- Premio de la Asociación Española de Informadores de Prensa (2010).[30]
- Medalla Castelao (2015).[31]
- Premio ¡Bravo! De Radio (2016).
- Premio ¡Bravo! De la Conferencia Episcopal (2018).
- Premio de la Gala 2019 de la Asociación de la Prensa Deportiva de Madrid.
- Hijo Adoptivo de Padrón (1986)[9].
- II Premio Nacional de Periodismo Deportivo ‘Manuel Alcántara’ en la categoría "Trayectoria" (2019).[32]

## Publicaciones
- Andadura (1978).
- Carrusel deportivo: Diario de un año (2006).
- Debajo de la parra (2008).
- Hasta que se me acaben las palabras (2022).